# Paul Lecomte (1842-1920)
 (janvier 2015).
Si vous disposez d'ouvrages ou d'articles de référence ou si vous connaissez des sites web de qualité traitant du thème abordé ici, merci de compléter l'article en donnant les références utiles à sa vérifiabilité et en les liant à la section « Notes et références ».
Pour les articles homonymes, voir Lecomte et Paul Lecomte (homonymie).
Paul Lecomte né le 25 avril 1842 à Paris et mort dans la même ville le 21 mars 1920 est un peintre français.
Il est l’oncle  du peintre paysagiste Paul Émile Lecomte (Paris, 1877-1950).

## Biographie
Paul Lecomte est l'élève du peintre Émile Lambinet (1815-1877). Il est considéré comme un des derniers représentants issus de l'École de Barbizon. Ses aquarelles sont influencées par le japonisme.
Il peint des scènes rurales de l’Île-de-France et des paysages avec une prédilection pour les étangs boisés et pour les marines provençales colorées, réalisées notamment dans les environs de Marseille, celles-ci montrant souvent des métiers aujourd'hui disparus. 
Il signait ses œuvres « Paul Lecomte », qu'il ne faut pas confondre avec son neveu Paul Émile Lecomte.

## Œuvres dans les collections publiques
- Gray, musée Baron-Martin :
  - Une cour de ferme vue à travers les saules, legs d'Albert Pomme de Mirimonde à la RMN, affecté au musée de Gray ;
  - Une prairie bordée d'arbres avec bétail et petits personnages, huile sur toile, 38 × 55 cm, legs d'Albert Pomme de Mirimonde à la RMN, affecté au musée de Gray.
- Mulhouse, musée des Beaux-Arts : Le Pont-Neuf, Paris.
- Paris :
  - musée du Louvre : Personnages sur une place d'un petit village de pêche, 1890, aquarelle[4].
  - Petit Palais : Le Quai de l'Horloge à Paris.

## Élèves
- Louis Aimé Japy (1840-1916)
- Paul Émile Lecomte (1877-1950)